# Giải vô địch bóng đá U19 Nam Á 2017
Giải vô địch bóng đá U19 Nam Á 2017 sẽ lần thứ 2 tổ chức Giải vô địch bóng đá U19 Nam Á, là giải bóng đá quốc tế cho các đội tuyển bonhs đá nam dưới 19 tổ chức bởi SAFF. Giải đấu sẽ được tổ chức bởi Bangladesh.

## Các đội tham dự
Chưa biết

## Địa điểm
| Dhaka                             |
| --------------------------------- |
| Sân vận động Quốc gia Bangabandhu |
| Capacity: 36,000                  |
|                                   |